# براوليو لونا
براوليو لونا (بالإسبانية: Braulio Proculo Luna) (مواليد 8 سبتمبر 1974) هو لاعب كرة قدم. يلعب مع منتخب المكسيك لكرة القدم. سبق له أن لعب في كأس العالم لكرة القدم مع منتخب بلاده.

## روابط خارجية
- براوليو لونا على موقع الاتحاد الدولي (مؤرشف)  (الإنجليزية)
- براوليو لونا على موقع قاعدة بيانات كرة القدم.إي يو (الإنجليزية)
- براوليو لونا على موقع ناشيونال فوتبول تيمز (الإنجليزية)